# Fijivelia
Fijivelia is een geslacht van wantsen uit de familie beeklopers (Veliidae). Het geslacht werd voor het eerst wetenschappelijk beschreven door J. Polhemus & D. Polhemus in 2006.

## Soorten
Het genus bevat de volgende soorten:

- Fijivelia kadavu J. Polhemus & D. Polhemus, 2006
- Fijivelia kerzhneri J. Polhemus & D. Polhemus, 2006